# 전상
전상(全尙, ? ~ 258년?)은 중국 삼국시대 오(吳)나라의 정치가로 자는 자진(子眞)이며 양주(揚州) 오군(吳郡) 전당현(錢塘縣) 사람이다.

## 가족관계
전종(全琮)의 족자이며, 전기(全紀)와 전부인(全夫人)의 부친으로 황제 손량의 국구이다. 아내는 손침(孫綝)의 누이이며, 《삼국지(三國志)》 오서(吳書)에 딸의 열전이 있다.

## 생애
딸이 전공주(全公主)의 총애를 받았다. 전공주는 황태자 손화(孫和) 모자와 사이가 나빴기 때문에, 손권의 총애를 받던 손량(孫亮) 모자의 비위를 맞추기 위하여 전상의 딸을 손량의 배필로 삼도록 권하였다.
손량이 제위에 오른 후, 딸은 황후가 되어 전상은 성문교위(城門校尉)에 임명되는 한편 도정후(都亭侯)에 봉해졌다. 이후 등윤(滕胤)의 후임으로 태상(太常) · 위장군(衛將軍)에 임명되었으며, 영평후(永平侯)에 봉해지고 녹상서사(錄尙書事)가 되었다. 황제의 외척인 전씨 일족에서 다섯 명이 후(侯)에 봉해졌으며, 각자 병마의 지휘권을 얻었다. 또한 다른 자도 시랑(侍郞)과 기도위(騎都尉)에 임명되어 황제의 측근 및 경호를 맡게 되었다.
태평(太平) 2년(257년), 위(魏)의 제갈탄(諸葛誕)이 반란을 일으켰다. 전씨의 대부분이 제갈탄에게 원군으로 파견되었으나, 자리를 비운 사이 나라에 영지 분쟁이 일어나 11월에서 12월에 걸쳐 전단(全端) · 전역(全懌) · 전의(全禕) · 전의(全儀) 등 전씨의 주요 인물 대부분이 위에 항복하였다. 이로써 전씨 일족은 쇠퇴의 길을 걸었다.
태평 3년(258년), 장성한 손량은 손침의 전횡을 증오하여 그를 죽이고자 하였다. 이때 전상은 전공주와 장군(將軍) 유승(劉丞) 등과 함께 암살 모의에 가담하였다. 그러나 사전에 계획이 누설되어 손침에게 알려졌고, 손침은 군세를 이끌고 궁성을 점령하여 유승을 죽이고 6월 26일 전상의 집을 야습하여 전상을 사로잡았다. 이때 전상의 아들 전기는 황문시랑(黃門侍郞)으로써 손량의 명령을 전상에게 전하였으나, 전상은 기밀을 아내에게 누설하여 계획이 실패하였다. 이에 손량과 전부인은 전상을 꾸짖었고, 전상은 스스로 목숨을 끊었다.
손량이 폐위되고 회계왕(會稽王)에서 후관후(候官侯)로 강등되었을 때, 전부인도 함께 후관에 유배되었다. 전공주는 예장(豫章)에, 전상의 일족은 영릉(零陵)에 유배되었으나, 훗날 전상 등은 살해당하였다.
전부인은 경제(景帝) 대에 손량이 자살한 후에도 계속 후관에서 살았다. 오가 멸망한 후, 중앙으로 돌아와 영녕(永寧) 연간에 죽었다.